# Buick Y-Job

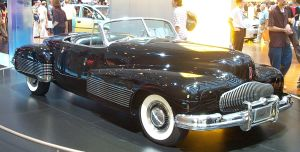
Buick Y-Job de 1938.

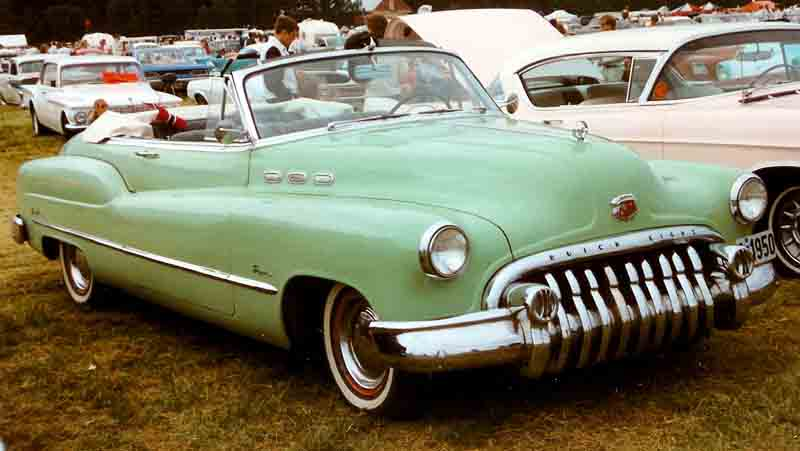
Un Buick convertible de 1950, con elementos del diseño del Buick Y-Job.

El Buick Y-Job es un prototipo de automóvil desarrollado por el fabricante estadounidense Buick en el año 1938. Es considerado uno de los primeros prototipos o automóviles conceptuales (concept cars en inglés) de la historia, junto con el Volvo Venus Bilo del año 1933.
El Y-Job fue diseñado por Harley J. Earl, este automóvil tenía faros retráctiles motorizados, un adorno en el capó con forma de mira de rifle, parachoques envolventes y manillas de las puertas enrasadas, prefigurando elementos estilísticos utilizados por Buick hasta los años 50.
La "Y" en el nombre tiene dos explicaciones: 
- Todos los automóviles experimentales eran llamados "X", así que Earl simplemente fue a la siguiente letra del abecedario.[2]
- La "Y" simboliza una estrella de Mercedes-Benz invertida.